# Грабнер, Герман
Ге́рман Гра́бнер (нем. Hermann Grabner; 12 мая 1886, Грац, Австро-Венгрия — 3 июля 1969, Больцано, Трентино-Альто-Адидже, Италия) — австрийский музыковед, музыкальный педагог, композитор. 

## Биография
Первоначально посвятил себя юридической карьере и в 1909 году защитил диссертацию доктора права, после чего приступил к занятиям музыкой в университете Граца, одновременно играя на альте в оркестре городского театра. В дальнейшем Грабнер также учился в Лейпциге у Макса Регера, а затем работал его ассистентом. С 1913 года Грабнер уже преподавал теорию музыки в Страсбургской консерватории, в 1919—1924 годах вёл курсы теории и композиции в Высшей музыкальной школе Мангейма, затем в Лейпцигской консерватории, где среди его учеников были Герберт Альберт, Хуго Дистлер, Миклош Рожа, Марк Лаври, и наконец в 1938—1946 годах в Берлинской Высшей музыкальной школе.
Как теоретик музыки, показал себя продолжателем функциональной теории Х. Римана. Книга Грабнера «Справочник по функциональной гармонии» (1944, многократно переиздавался) — один из популярнейших (в Германии) учебников гармонии во второй половине XX века. Также автор учебников по полифонии (контрапункту), музыкальной форме («анализу»), сольфеджио, органостроению.
В композиторском наследии Грабнера семь опер, сочинения для симфонического и духового оркестра, мотеты и другие органные произведения, песни.

## Теоретические труды
- Die Funktionstheorie Hugo Riemanns und ihre Bedeutung für die praktische Analyse. München, 1923.
- Allgemeine Musiklehre. Stuttgart, 1924; 10-е изд. под ред. Д. де ла Мотта вышло в 1970 г. ISBN 3-7618-0061-4.
- Lehrbuch der musikalischen Analyse. Leipzig, 1926.
- Handbuch der funktionellen Harmonielehre. Berlin, 1944. ISBN 3-7649-2112-9.
- Musikalische Werkbetrachtung. Stuttgart, 1950.
- Neue Gehörübung. Berlin, 1950.
- Die Kunst des Orgelbaues. Berlin: Max Hesses Verlag, 1958.